# Agriopodes tybo
Agriopodes tybo là một loài bướm đêm trong họ Noctuidae.